# Мерошевский, Юлиуш
Юлиуш Мерошевский (пол. Juliusz Mieroszewski, псевдонимы J. Mier. J.M. Jul. Mier. Londyńczyk L. Lon. Julius Mieroszewski Julius Mieroszewski J. Mieroszewski «Londyńczyk»; 3 февраля 1906, Краков — 21 июня 1976, Лондон) — польский журналист, публицист, переводчик, деятель польской антикоммунистической эмиграции.
Ближайший единомышленник Ежи Гедройца. В 1974 году совместно с ним сформулировал фундаментальную для польской политической мысли «Доктрину Гедройца» (иногда называемую «Доктриной Гедройца — Мерошевского»), согласно которой государственный суверенитет и европеизация Украины, Литвы и Белоруссии (обозначаемых им как ULB) являются фактором, способствующим безопасности Польши, а доминирование СССР и России в этом «буферном» регионе открывает путь к утрате Польшей независимости.

## Биография
Родился 3 февраля 1906 года в Кракове в дворянской семье герба Слеповрон. После смерти матери жил с братом и отцом — врачом в Лиманове. Учился в иезуитской гимназии в Хырове, затем в Первой государственной классической гимназии им. Яна Длугоша в Новы-Сонче. Благодаря гувернантке-немке освоил немецкий язык и культуру. В 1924 году поступил на Философский факультет Ягеллонского университета, через год перешел на юридический факультет того же университета, однако не окончил обучение. В 1926—1931 годах учился экономике в краковской Высшей торговой школе.
Недолго проработав в Ипотечном банке, начал заниматься публицистикой в изданиях концерна Мариана Домбровского, прежде всего в популярной газете Ilustrowany Kurier Codzienny. В конце 1935 или начале 1936 года стал редактором её международного отдела, где специализировался на германской политике.

### Вторая мировая война
С началом Второй мировой войны не был мобилизован по состоянию здоровья. После вступления на территорию Польши советских войск вместе с женой и дочерью пересек польско-румынскую границу в Кутах. С декабря 1939 года работал в Культурно-просветительском секторе бюро военного атташе польского посольства в Бухаресте. После ликвидации посольства в ноябре 1940 года и эвакуации персонала в 1941 году переехал через Стамбул и Кипр на Ближний Восток. 18 апреля 1941 года в Хайфе был призван в польские вооруженные силы и вступил в ряды Отдельной бригады карпатских стрелков. С февраля 1942 года работал в Секции просвещения и культуры Польской армии на Востоке, редактируя еженедельник Ku wolnej Polsce, в этот период познакомился с Ежи Гедройцем. В октябре 1942 года был назначен в редакцию еженедельника Orzeł Biały. С февраля 1943 года служил в Отделе информации и просвещения Польской армии на Востоке, затем в Отделе культуры и печати 2-го польского корпуса. В 1943—1946 годах — редактор двухнедельника Parada.

### После войны
После демобилизации остался в эмиграции в Великобритании, где женился вторым браком на поэтессе Ядвиге Чеховичувне. Первоначально работал в Польском корпусе подготовки и размещения, впоследствии занимался политической публицистикой в еженедельнике Wiadomości, сотрудничал с изданиями Orzeł Biały и детройтским Dziennik Polski, а также «Би-би-си» и радиостанцией «Свободная Европа».
В октябре 1949 году начал сотрудничать с парижским издательством Instytut Literacki и журналом Kultura. В апреле следующего года стал лондонским корреспондентом этого издания, а впоследствии — ближайшим соратником его основателя, Ежи Гедройца. В 1950—1972 годах под псевдонимом Londyńczyk (с пол. — «лондонец») вел постоянный раздел «Английская, эмигрантская и лондонская хроника». Опубликовал в журнале более 450 статей.
Вел с Гедройцем обширную переписку: 3371 письмо хранится в архиве издательства в Мезон-Лаффит. Переводил с английского языка произведения Джорджа Оруэлла (в том числе роман «1984»), Бертрана Рассела и Арнольда Тойнби.
Умер 21 июня 1976 года в Лондоне. Похоронен на кладбище Саут-Илинг.

## Идеи

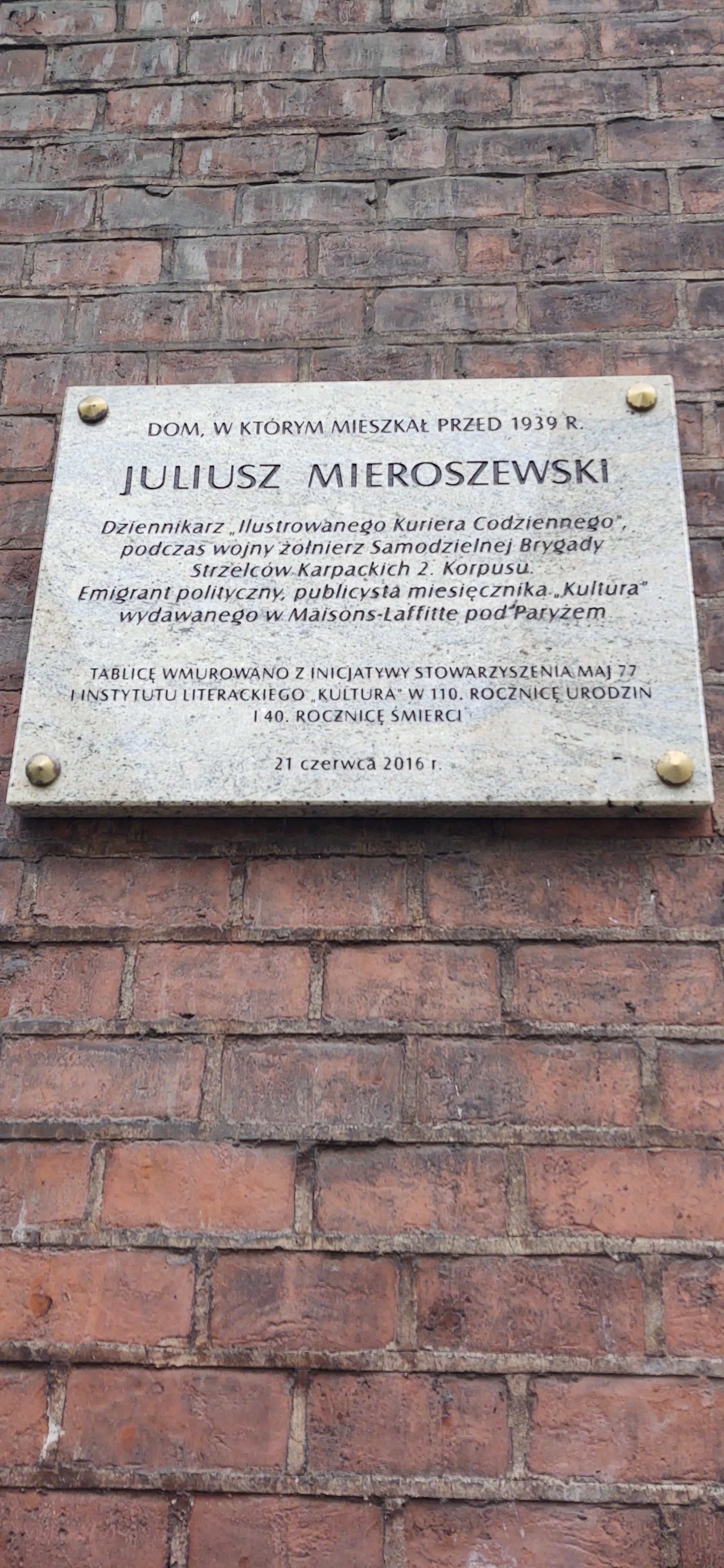
Памятная таблица на ул. Крупнича в Кракове.

Работал над концепциями современной международной политики и борьбы с коммунизмом. Рассматривал возможность достижения соглашения между восточноевропейскими странами перед лицом советской угрозы, а также восстановления полной независимости Польши путем системных перемен.
В 1950-х и 1960-х годах выдвинул новаторскую для кругов польской эмиграции в Великобритании и США мысль о примирении и союзе Польши с народами Украины, Литвы и Белоруссии («Идея ULB») для освобождения от советского господства, считая для этого необходимым признание поляками необратимости территориальных преобразований по результатам Второй мировой войны и, в частности, окончательной утраты Вильнюса и Львова.
Первоначально был сторонником борьбы с СССР «на всех доступных нам фронтах и в любой доступной нам форме», однако позднее считал силовые методы нецелесообразными и неэффективными и высказывал убеждение, что внутренние изменения приведут к распаду советского государства. Для устранения последствий коммунистического режима в СССР и в странах-сателлитах предлагал демократизацию политической жизни и экспорт европейских ценностей — прежде всего со стороны Польши как государства, наиболее близкого к Западу в географическом и культурном отношении.
Полагал, что «российская проблема» будет сохранять для Польши актуальность и требовать решения и после исчезновения Советского Союза.

## Память
В Кракове на улице Крупнича установлена памятная доска, посвященная публицисту.
В 2022 году после начала вторжения России на Украину польский государственный Центр польско-российского диалога и согласия был преобразован в Центр диалога им. Юлиуша Мерошевского с изменением цели деятельности на содействие «диалогу и согласию поляков и народов Восточной Европы, в частности, украинцев, белорусов, грузин, молдаван и русских».

## Произведения
- Ewolucjonizm Paryż 1964, wyd. Instytut Literacki
- Polityczne neurozy Paryż 1967, wyd.Instytut Literacki
- Modele i praktyka Paryż 1970, wyd. Instytut Literacki
- Materiały do refleksji i zadumy Paryż 1976, wyd. Instytut Literacki. II obieg — Krakowskie Towarzystwo Wydawnicze 1984
- Finał klasycznej Europy (wybrał, oprac. i wstępem opatrzył Rafał Habielski); Warszawa 1997: Wyd. Towarzystwo Opieki nad Archiwum Instytutu Literackiego w Paryżu ; Lublin 1997: Wydawnictwo Uniwersytetu Marii Curie-Skłodowskiej, ISBN 83-227-1007-0 (UMCS)
- Jerzy Giedroyc, Juliusz Mieroszewski Listy 1949—1956. Cz. 1 — 2; wybrał i wstępem poprzedził Krzysztof Pomian; przypisami i indeksami opatrzyli Jacek Krawczyk i Krzysztof Pomian; szkicem o Mieroszewskich i Mieroszewskim uzup. Piotr Wandycz. Warszawa 1999: Wyd. «Czytelnik», ISBN 83-07-02474-9.